# Diastatica
Diastatica é um gênero de mariposa pertencente à família Acrolepiidae.